# Liste der Billboard-Chartsongs (1950)
Die Liste der Singles in den Billboard-Charts (1950) ist eine vollständige Liste der Songs, die sich im Kalenderjahr 1950 in den vom Magazin Billboard veröffentlichten Charts der USA platzieren konnten.
Bei der Aufstellung ist zu beachten, dass sich in den Billboard-Charts A- und B-Seite eines Tonträgers auch einzeln platzieren konnten; in diesem Fall werden sie in dieser Liste entsprechend separat aufgeführt. Die Angaben zur Anzahl der Wochen sowie der Bestplatzierung entsprechen dem Zeitrahmen des jeweiligen Kalenderjahres und bilden somit nur eine Teilstatistik ab. In diesem Jahr platzierten sich insgesamt 210 Songs.
In den frühen 1950er-Jahren änderte sich der öffentliche Geschmack; das Publikum wünschte sich die weichere und melodische Musik der Quartett-Gesangsgruppen. In der ersten Hälfte des Jahrzehnts dominierte die Popmusik die Charts. Vom Gesang dominierter klassischer Pop ersetzte Big Band-Swing, der noch in der Phase nach dem Ende des Zweiten Weltkriegs in die Charts gelangte, auch wenn man häufig Orchester verwendete, um die Sänger zu begleiten. Crooner im Stil der 1940er-Jahr wetteiferten mit einer neuen Generation von Sängern, von denen sich viele auf italienische Canto Bella-Traditionen stützen. Mitch Miller, A&R-Mann beim erfolgreichsten Label der Epoche, Columbia Records, gab den Ton für die Entwicklung der Popmusik bis weit in die Mitte des Jahrzehnts vor. Miller integrierte Country-, Western-, Rhythm-&-Blues- und Folk-Musik in den musikalischen Mainstream, indem er sie von vielen der größten Künstler seines Labels in einem Stil aufnehmen ließ, der den Pop-Traditionen entsprach.
„Viele Jazzkünstler, die in den 1950er Jahren aktiv waren, werden sagen, dass der Aufstieg des Rock ’n’ Roll den Tod des Jazz als eine Form der Popmusik markierte“, schrieb Nick Morrison. „Auch wenn diese Beobachtung wahr sein mag, scheint es ebenso wahr zu sein, dass ohne Jazz Rock’n’Roll niemals stattgefunden hätte. Zumindest wäre es nicht so gekommen wie es war. Und das Bindeglied zwischen Jazz und Rock ’n’ Roll ist der Nachkriegs-Rhythm and Blues von Künstlern wie Louis Jordan, Roy Brown, Wynonie Harris und vielen anderen, von denen die meisten aus der Bigband-Jazz und Swingära stammen“. Songs dieser Ära wie Ain’t That Just Like a Woman (Louis Jodran), Good Rockin’ Tonight (Roy Brown), Hop, Skip & Jump (Roy Milton), All She Wants to Do Is Roc (Wynonie Harris) und Hucklebuck von Pearl Bailey und Hot Lips Page waren noch vom Jazz beeinflusst, und bereiteten den Weg für den Rock ’n’ Roll.

## Tabelle
| Interpret | Titel Autor(en) | Charteinstieg | Wochen | HP | Labelnummer             | Bemerkungen |
| --- | --- | ------------- | ------ | -- | ----------------------- | --- |
| The Ames Brothers with Roy Ross & his Orchestra                                                                                          | Can Anyone Explain? (No, No, No!) Bennie Benjamin, George David Weiss                                                        | 12.08.1950    | 15     | 7  | Coral 60 253            | |
| The Ames Brothers with Roy Ross & his Orchestra                                                                                          | (Put Another Nickel In) Music! Music! Music! Stephen Weiss, Bernie Baum                                                      | 08.04.1950    | 1      | 30 | Coral 60 153            | |
| The Ames Brothers with Roy Ross & his Orchestra                                                                                          | Rag Mop Deacon Anderson, Johnnie Lee Wills                                                                                   | 14.01.1950    | 14     | 1  | Coral 60 140            | |
| The Ames Brothers with Roy Ross & his Orchestra                                                                                          | Sentimental Me Jim Morehead, Jimmy Cassin                                                                                    | 28.01.1950    | 27     | 3  | Coral 60 140            | B-Seite von Rag Mop. |
| The Andrews Sisters with Gordon Jenkins & his Orchestra                                                                                  | I Can Dream, Can't I? Sammy Fain, Irving Kahal                                                                               | 31.12.1949    | 11     | 1  | Decca 24 705            | |
| The Andrews Sisters with Gordon Jenkins & his Orchestra                                                                                  | I Wanna Be Loved? Johnny Green, Billy Rose, Ed Heyman                                                                        | 13.05.1950    | 20     | 3  | Decca 27 007            | |
| The Andrews Sisters with Russ Morgan & his Orchestra                                                                                     | Charley My Boy Gus Kahn, Ted Fio Rito                                                                                        | 07.01.1950    | 3      | 17 | Decca 24 812            | B-Seite von She Wore a Yellow Ribbon. Der aus den 1920er-Jahren stammende und durch Eddie Cantor und Billy Murray populäre Song wurde 1949/50 auch von Jimmy Dorsey, Ben Poillack und Louis Prima gecovert.                                                      |
| The Andrews Sisters with Russ Morgan & his Orchestra                                                                                     | She Wore a Yellow Ribbon (From Argosy-Production "She Wore a Yellow Ribbon") M. Ottner                                       | 31.12.1949    | 1      | 29 | Decca 24 812            | Version des Stückes aus der Argosy-Produktion Der Teufelshauptmann (1949) von John Ford. |
| The Andrews Sisters & Guy Lombardo & his Royal Canadians                                                                                 | Merry Christmas Polka Paul Francis Webster, Sonny Burke                                                                      | 07.01.1950    | 1      | 18 | Decca 24 748            | |
| Ray Anthony & his Orchestra, Vocal by Dick Noel                                                                                          | Count Every Star Bruno Coquatrix, Sammy Gallop                                                                               | 05.08.1950    | 7      | 17 | Capitol 979             | |
| Ray Anthony & his Orchestra, Vocal by Ronnie Deauville                                                                                   | Harbor Lights Jimmy Kennedy, Hugh Williams                                                                                   | 28.10.1950    | 9      | 15 | Capitol 1190            | Der ursprünglich 1937 veröffentlichte Song stammt aus der Feder des österreichischen Komponisten Wilhelm Grosz, der 1934 nach Großbritannien emigrierte und dort unter dem Pseudonym Hugh Williams arbeitete.                                                    |
| Ray Anthony & his Orchestra, Vocal by Ronnie Deauville                                                                                   | Sentimental Me Jim Morehead, Jimmy Cassin                                                                                    | 03.06.1950    | 7      | 22 | Capitol 923             | |
| Ray Anthony & his Orchestra, Vocal by Ronnie Deauville & the Skyliners                                                                   | Can Anyone Explain Bennie Benjamin, George David Weiss                                                                       | 07.10.1950    | 1      | 27 | Capitol 1131            | |
| Ray Anthony & his Orchestra, Vocal by Ronnie Deauville & the Skyliners                                                                   | Nevertheless (I'm in Love With You) (From the MGM Picture "Three Little Words") Bert Kalmar, Harry Ruby                      | 04.11.1950    | 8      | 16 | Capitol 1190            | B-Seite von Harbor Lights; Version des Stückes aus der MGM-Verfilmung Drei kleine Worte (1950) von Richard Thorpe, die im Original von Fred Astaire interpretiert wird.                                                                                          |
| Jan August & Jerry Murad's Harmonicats                                                                                                   | Bewitched Richard Rodgers, Lorenz Hart                                                                                       | 20.05.1950    | 7      | 17 | Mercury 5399            | |
| Gene Autry with Instrumental Accompaniment                                                                                               | Peter Cottontail Steve Nelson, Jack Rollins                                                                                  | 01.04.1950    | 5      | 5  | Columbia 38 750         | |
| Gene Autry with Vocal Group | Here Comes Santa Claus (Down Santa Claus Lane) Gene Autry, Oakley Haldeman, Harriett Melka                                   | 07.01.1950    | 1      | 24 | Columbia 37 942         | |
| Gene Autry & the Cass County Boys with Carl Cotner & his Orchestra                                                                       | Frosty the Snow Man Steve Nelson, Jack Rollins                                                                               | 09.12.1950    | 3      | 15 | Columbia 38 907         | |
| Gene Autry & the Pinafores with Orchestral Accompaniment                                                                                 | Rudolph, the Red-Nosed Reindeer Johnny Marks                                                                                 | 31.12.1949    | 6      | 1  | Columbia 38 610         | |
| Dave Barbour & his Orchestra | The Mambo (Qué rico el mambo) Pérez Prado                                                                                    | 09.09.1950    | 1      | 27 | Capitol 973             | |
| Blue Barron & his Orchestra, Vocal by Bobby Beers & the Blue Notes, Narration: John McCormick                                            | Are You Lonesome Tonight Roy Turk, Lou Handman                                                                               | 15.04.1950    | 8      | 19 | MGM 10 628              | |
| Eileen Barton with the New Yorkers | If I Knew You Were Comin’ I’d’ve Baked a Cake Al Hoffman, Bob Merrill, Clem Watts                                            | 11.03.1950    | 15     | 1  | National 9103           | |
| Tex Beneke & his Orchestra, Vocal Refrain by Glenn Douglas                                                                               | I Can Dream, Can't I Irving Kahal, Sammy Fain                                                                                | 31.12.1949    | 1      | 29 | Victor 20-3553          | |
| Ray Bolger & Ethel Merman with Sy Oliver & his Orchestra                                                                                 | Dearie (From the "Copacabana Show Of 1950") Bob Hilliard, Dave Mann                                                          | 11.03.1950    | 11     | 13 | Decca 24 873            | B-Seite von I Said My Pajamas (And Put On My Pray'rs) |
| Ray Bolger & Ethel Merman with Sy Oliver & his Orchestra                                                                                 | I Said My Pajamas (And Put On My Pray'rs) George Wyle, Eddie Pola                                                            | 25.03.1950    | 2      | 25 | Decca 24 873            | |
| Owen Bradley & his Quintet, Vocal Duet by Jack Shook & Dottie Dillard                                                                    | Blues Stay Away From Me Rabon Delmore, Wayne Raney, Henry Glover, Alton Delmore                                              | 14.01.1950    | 7      | 15 | Coral 60 107            | |
| Teresa Brewer with the Dixieland All Stars                                                                                               | Music! Music! Music! Stephen Weiss, Bernie Baum                                                                              | 04.02.1950    | 17     | 1  | London 604              | |
| Teresa Brewer with Jimmy Lytell & the Dixieland All Stars                                                                                | Choo'n Gum Vic Mizzy, Mann Curtis                                                                                            | 22.04.1950    | 5      | 17 | London 678              | |
| Eddie Cantor, Lisa Kirk & Sammy Kaye & his Orchestra                                                                                     | The Old Piano Roll Blues Cy Coben                                                                                            | 01.07.1950    | 1      | 29 | Victor 20-3751          | |
| Hoagy Carmichael & Cass Daley with Matty Matlock's All Stars                                                                             | The Old Piano Roll Blues Cy Coben                                                                                            | 27.05.1950    | 7      | 15 | Decca 24 977            | |
| Joe "Fingers" Carr & The Carr-Hops | Sam's Song Jack Elliott, Lew Quadling                                                                                        | 17.06.1950    | 10     | 8  | Capitol 962             | Joe "Fingers" Carr ist ein Pseudonym des Musikproduzenten und Pianisten Lou Busch. |
| Mindy Carson with Henri René & his Orchestra                                                                                             | Candy and Cake Bob Merrill                                                                                                   | 18.03.1950    | 3      | 16 | Victor 20-3681          | B-Seite von My Foolish Heart. |
| Mindy Carson with Chorus & Henri René & his Orchestra                                                                                    | My Foolish Heart (From the Samuel Goldwyn-Film "My Foolish Heart") Ned Washington, Victor Young                              | 06.05.1950    | 11     | 13 | Victor 20-3681          | Version des Stückes aus der Samuel Goldwyn-Produktion Angst vor der Schande (1949) von Mark Robson, in der der Song von Martha Mears vorgetragen wurde. Die Filmversion erhielt 1950 eine Oscarnominierung für den besten Song.                                  |
| Carmen Cavallaro & his Orchestra, Vocal by Bob Lido, the Cavaliers & Ensemble                                                            | (Put Another Nickel In) Music! Music! Music! Stephen Weiss, Bernie Baum                                                      | 18.03.1950    | 8      | 17 | Decca 24 881            | |
| Don Cherry with Dave Terry & his Orchestra & Chorus                                                                                      | Thinking of You (Featured in MGM Picture "Three Little Words") Harry Ruby, Bert Kalmar                                       | 23.09.1950    | 14     | 4  | Decca 27 128            | Version des Stückes aus der MGM-Produktion Drei kleine Worte (1950) von Richard Thorpe, die im Film in zwei Versionen von Fred Astaire und Red Skelton präsentiert wird.                                                                                         |
| Buddy Clark with the Girl Friends & Ted Dale & his Orchestra                                                                             | A Dreamer's Holiday Kim Gannon, Mabel Wayne                                                                                  | 31.12.1949    | 5      | 15 | Columbia 38 599         | |
| Nat King Cole with Les Baxter & his Orchestra                                                                                            | Mona Lisa (From the Paramount Picture "Captain Carey, U.S.A") Jay Livingston, Ray Evans                                      | 10.06.1950    | 27     | 1  | Capitol 1010            | Version des Stückes aus der Paramount-Produktion Captain Carey, U.S.A. (1950) von Mitchell Leisen. |
| Nat King Cole & his Trio with Stan Kenton & his Orchestra                                                                                | Orange Colored Sky Frank Loesser, Milton DeLugg, Willie Stein                                                                | 30.09.1950    | 13     | 11 | Capitol 1184            | |
| Perry Como with Choir & Organ directed by Mitchell Ayres                                                                                 | Ave Maria Franz Schubert | 31.12.1949    | 2      | 22 | Victor 52-0071          | |
| Perry Como with Mitchell Ayres & his Orchestra & Chorus                                                                                  | Patricia Benny Davis | 30.09.1950    | 12     | 7  | Victor 20-3905          | |
| Perry Como & Betty Hutton with Mitchell Ayres & his Orchestra                                                                            | A Bushel and a Peck (From the Musical Production "Guys And Dolls") Frank Loesser                                             | 04.11.1950    | 8      | 6  | Victor 20-3930          | Version des Stückes aus dem Broadway-Musical Guys and Dolls (1950). |
| Perry Como & the Fontane Sisters with Mitchell Ayres & his Orchestra                                                                     | A Dreamer's Holiday Kim Gannon, Mabel Wayne                                                                                  | 31.12.1949    | 9      | 4  | Victor 20-3543          | |
| Perry Como & the Fontane Sisters with Mitchell Ayres & his Orchestra                                                                     | Bibbidi-Bobbidi-Boo (The Magic Song) (From the Walt Disney-Film "Cinderella") Mack David, Al Hoffman, Jerry Livingston       | 28.01.1950    | 6      | 17 | Victor 20-3607          | Version des Stückes aus der Walt-Disney-Produktion Cinderella (1950) von Clyde Geronimi, Wilfred Jackson und Hamilton Luske, die im Original von Verna Felton präsentiert wird. Die Filmversion erhielt 1951 eine Oscarnominierung für den besten Song.          |
| Perry Como & the Fontane Sisters with Mitchell Ayres & his Orchestra                                                                     | Hoop-Dee-Doo Frank Loesser, Milton DeLugg                                                                                    | 29.04.1950    | 17     | 4  | Victor 20-3747          | |
| Perry Como & the Fontane Sisters with Mitchell Ayres & his Orchestra                                                                     | I Cross My Fingers Walter Kent, Walton Farrar                                                                                | 12.08.1950    | 2      | 25 | Victor 20-3846          | |
| Perry Como & the Fontane Sisters with Mitchell Ayres & his Orchestra                                                                     | I Wanna Go Home (With You) Joe Candullo, Jack Joyce                                                                          | 28.01.1950    | 1      | 30 | Victor 20-3586          | |
| Lawrence "Piano Roll" Cook, his "Player Piano" & Orchestra, Sung by the Jim Dandies                                                      | The Old Piano Roll Blues Cy Coben                                                                                            | 06.05.1950    | 9      | 23 | Abbey 15 003            | |
| Bing Crosby with Axel Stordahl & his Orchestra                                                                                           | La vie en rose Mack David, Louiguy                                                                                           | 23.09.1950    | 5      | 18 | Decca 27 111            | |
| Bing Crosby with Jeff Alexander Chorus & Victor Young & his Orchestra                                                                    | All My Love Paul Durand, Mitchell Parish, Henri Cortet                                                                       | 14.10.1950    | 8      | 14 | Decca 27 117            | |
| Bing Crosby with Judd Conlon's Rhythmaires & John Scott Trotter & his Orchestra                                                          | Rudolph the Red-Nosed Reindeer Johnny Marks                                                                                  | 16.12.1950    | 2      | 25 | Decca 27 159            | |
| Bing Crosby with Judd Conlon's Rhythmaires & Perry Botkin's String Band                                                                  | Dear Hearts And Gentle People Bob Hilliard, Sammy Fain                                                                       | 31.12.1949    | 13     | 2  | Decca 24 798            | B-Seite von Mule Train. Auch Doris Day, Jim Reeves, Bob Crosby and the Bobcats, Gordon MacRae und Dinah Shore coverten den Country-Song in dieser Zeit. |
| Bing Crosby with Ken Darby Singers & John Scott Trotter & his Orchestra                                                                  | White Christmas (1946) Irving Berlin                                                                                         | 31.12.1949    | 2      | 7  | Decca 23 778            | Der Lyriker Carl Sandburg schrieb: „Wenn wir ['White Christmas'] singen, hassen wir niemanden“. |
| Bing Crosby with Lyn Murray & his Orchestra & Chorus                                                                                     | Harbor Lights Jimmy Kennedy, Hugh Williams                                                                                   | 11.11.1950    | 5      | 10 | Decca 27 219            | |
| Bing Crosby with Perry Botkin's String Band                                                                                              | Mule Train (Featured in Republic-Picture "Singing Guns") Johnny Lange, Hy Heath, Fred Glickman                               | 31.12.1949    | 6      | 5  | Decca 24 798            | |
| Bing Crosby with Vic Schoen & his Orchestra                                                                                              | Chattanoogie Shoe Shine Boy Harry Stone, Jack Stapp                                                                          | 04.02.1950    | 11     | 9  | Decca 24 863            | |
| Bing Crosby & the Andrews Sisters with Vic Schoen & his Orchestra                                                                        | Quicksilver Irving Taylor, George Wyle, Eddie Pola                                                                           | 04.02.1950    | 12     | 8  | Decca 24 827            | |
| Gary Crosby & Friend with Matty Matlock's All Stars                                                                                      | Play a Simple Melody Irving Berlin                                                                                           | 29.07.1950    | 19     | 3  | Decca 27 112            | B-Seite von Sam's Song; der Song stammt aus dem 1914 veröffentlichten Broadway-Musical Watch Your Step. Der als "Friend" bezeichnete Duettpartner ist Gary's Vater Bing.                                                                                         |
| Gary Crosby & Friend with Matty Matlock's All Stars                                                                                      | Sam's Song (The Happy Tune) Lew Quadling, Jack Elliott                                                                       | 29.07.1950    | 19     | 3  | Decca 27 112            | |
| Gary Crosby, Phillip Crosby, Dennis Crosby, Lindsay Crosby & Bing Crosby with Jeff Alexander Chorus & John Scott Trotter & his Orchestra | A Crosby Christmas Jimmy Van Heusen, Johnny Burke                                                                            | 23.12.1950    | 1      | 22 | Decca 40 181            | |
| Vic Damone with Vocal Group & Chorus | Tzena, Tzena, Tzena Gordon Jenkins, Spencer Ross                                                                             | 29.07.1950    | 9      | 8  | Mercury 5454            | |
| Vic Damone with Glenn Osser & his Orchestra                                                                                              | Vagabond Shoes Sammy Gallop, David Saxon                                                                                     | 01.07.1950    | 13     | 18 | Mercury 5429            | |
| Vic Damone with Ronnie Selby & his Orchestra                                                                                             | Just Say I Love Her Rodolfo Falvo, Jack Val, Jimmy Dale, Martin Kalamanoff, Sam Ward                                         | 26.08.1950    | 1      | 26 | Mercury 5474            | |
| Bill Darnel with Roy Ross & his Orchestra                                                                                                | Chattanooga Shoe Shine Boy Harry Stone, Jack Stapp                                                                           | 11.03.1950    | 1      | 26 | Coral 60 147            | |
| Dennis Day with Charles Dant & his Orchestra & Chorus                                                                                    | All My Love Mitchell Parish, Paul Durand                                                                                     | 11.11.1950    | 2      | 22 | Victor 20-3870          | |
| Dennis Day with Charles Dant & his Orchestra & Chorus                                                                                    | Goodnight, Irene Huddie Ledbetter, John Lomax                                                                                | 30.09.1950    | 2      | 22 | Victor 20-3870          | B-Seite von All My Love. |
| Dennis Day & the Ray Charles Choir with Henri René & his Orchestra                                                                       | Mona Lisa (From the Paramount Film "Captain Carey, U.S.A.") Jay Livingston, Ray Evans                                        | 19.08.1950    | 1      | 25 | Victor 20-3753          | Version des Stückes aus der Paramount-Produktion Captain Carey, U.S.A. (1950) von Mitchell Leisen. |
| Dennis Day & the Rhythmaires with Charles Dant & his Orchestra                                                                           | Dear Hearts and Gentle People Bob Hilliard, Sammy Fain                                                                       | 21.01.1950    | 3      | 19 | Victor 20-3596          | |
| Doris Day & her Country Cousins | Quicksilver George Wyle, Eddie Pola, Irving Taylor                                                                           | 04.03.1950    | 1      | 20 | Columbia 38 638         | |
| Doris Day with George Wyle & his Orchestra                                                                                               | I Said My Pajamas (and Put On My Pray'rs) Eddie Pola, George Wyle                                                            | 18.03.1950    | 1      | 27 | Columbia 38 709         | |
| Doris Day & Male Quartet with John Rarig & his Orchestra                                                                                 | Canadian Capers (Cuttin' Capers) (From "My Dream Is Yours") Gus Chandler, Bert White, Henry Cohen                            | 14.01.1950    | 1      | 29 | Columbia 38 595         | Aus der Warner Bros.-Produktion Mein Traum bist Du (1949, Regie Michael Curtiz ), in dem ihn Doris Day auch vorstellt. |
| Doris Day with the Mellomen & George Wyle & his Orchestra                                                                                | Hoop-Dee-Doo Frank Loesser, Milton DeLugg                                                                                    | 27.05.1950    | 5      | 18 | Columbia 38 771         | |
| Doris Day with the Mellomen & George Wyle & his Orchestra                                                                                | I Didn't Slip - I Wasn't Pushed - I Fell Eddie Pola, George Wyle                                                             | 24.06.1950    | 1      | 28 | Columbia 38 818         | |
| Doris Day with the Mellomen & John Rarig & his Orchestra                                                                                 | Bewitched Lorenz Hart, Richard Rodgers                                                                                       | 13.05.1950    | 15     | 10 | Columbia 38 698         | |
| Johnny Desmond with the Quintones & Tony Mottola & his Orchestra                                                                         | C'est si bon (It's So Good) Henri Betti, André Hornez, Jerry Seelen                                                          | 25.03.1950    | 2      | 25 | MGM 10 613              | |
| Jimmy Dorsey & his Original "Dorseyland" Jazz Band, Vocal Chorus by Claire "Shanty" Hogan                                                | Johnson Rag Jack Lawrence, Guy Hall, Henry Kleinkauf                                                                         | 14.01.1950    | 9      | 14 | Columbia 38 649         | |
| Billy Eckstine with Russ Case & his Orchestra                                                                                            | I Wanna Be Loved Johnny Green, Billy Rose, Edward Heyman                                                                     | 17.06.1950    | 15     | 9  | MGM 10 716              | |
| Billy Eckstine with Russ Case & his Orchestra                                                                                            | My Foolish Heart (From Sam Goldwyn-Production "My Foolish Heart") Ned Washington, Victor Young                               | 11.03.1950    | 19     | 6  | MGM 10 623              | Version des Stückes aus der Samuel Goldwyn-Produktion Angst vor der Schande (1949) von Mark Robson, in der der Song von Martha Mears vorgetragen wurde. Die Filmversion erhielt 1950 eine Oscarnominierung für den besten Song.                                  |
| Billy Eckstine with the Quartones & Russ Case & his Orchestra                                                                            | Sitting by the Window Paul Insetta                                                                                           | 04.02.1950    | 1      | 30 | MGM 10 602              | |
| Percy Faith & his Orchestra & Chorus | All My Love Mitchell Parish, Henri Cortet, Paul Durand                                                                       | 07.10.1950    | 9      | 18 | Columbia 38 918         | |
| Percy Faith & his Orchestra & Chorus, Vocal Chorus by Russ Emery                                                                         | I Cross My Fingers Walter Kent, Walton Farrar                                                                                | 03.06.1950    | 4      | 20 | Columbia 38 786         | |
| Eddie Fisher with Hugo Winterhalter & his Orchestra & Chorus                                                                             | Thinking of You (From the MGM Film "Three Little Words") Bert Kalmar, Harry Ruby                                             | 14.10.1950    | 11     | 9  | Victor 20-3901          | Version des Stückes aus der MGM-Produktion Drei kleine Worte (1950) von Richard Thorpe, die im Film in zwei Versionen von Fred Astaire und Red Skelton präsentiert wird.                                                                                         |
| Ralph Flanagan & his Orchestra | Harbor Lights Jimmy Kennedy, Hugh Williams                                                                                   | 04.11.1950    | 5      | 27 | Victor 20-3911          | |
| Ralph Flanagan & his Orchestra | The Red We Want Is the Red We’ve Got (in the Old Red, White and Blue) Jimmy Kennedy, Bickley Reichner                        | 16.09.1950    | 1      | 30 | Victor 20-3904          | |
| Ralph Flanagan & his Orchestra, Vocal Refrain by Harry Prime                                                                             | Nevertheless (From the MGM Film "Three Little Words") Bert Kalmar, Harry Ruby                                                | 14.10.1950    | 8      | 16 | Victor 20-3904          | B-Seite von The Red We Want is the Red We've Got (in the Old Red, White and Blue); Version des Stückes aus der MGM-Verfilmung Drei kleine Worte (1950) von Richard Thorpe, die im Original von Fred Astaire interpretiert wird.                                  |
| Ralph Flanagan & his Orchestra, Vocal Refrain by Harry Prime & the Band                                                                  | Rag Mop Deacon Anderson, Johnny Lee Wills                                                                                    | 18.02.1950    | 7      | 10 | Victor 20-3688          | |
| Red Foley with Instrumental Accompaniment                                                                                                | Chattanoogie Shoe Shine Boy Harry Stone, Jack Stapp                                                                          | 21.01.1950    | 15     | 1  | Decca 46 205            | |
| Red Foley with Instrumental Accompaniment                                                                                                | Cincinnati Dancing Pig Al Lewis, Guy Wood                                                                                    | 02.09.1950    | 2      | 24 | Decca 46 261            | |
| Red Foley with the Anita Kerr Singers | Our Lady Of Fatima Gladys Gollahon                                                                                           | 02.09.1950    | 9      | 16 | Decca 14 526            | |
| The Fontane Sisters with Hugo Winterhalter & his Orchestra & Chorus                                                                      | I Wanna Be Loved (From "Casino de Paree Revue") Billy Rose, Edward Heyman, Johnny Green                                      | 24.06.1950    | 3      | 24 | Victor 20-3772          | |
| Tennessee Ernie Ford | Mule Train Fred Glickman, Hy Heath, Johnny Lange                                                                             | 31.12.1949    | 5      | 12 | Capitol 57-40 258       | |
| Tennessee Ernie Ford | The Cry of the Wild Goose Terry Gilkyson                                                                                     | 04.03.1950    | 2      | 21 | Capitol 40 280          | |
| Frank Petty Trio | Rain Eugene Ford | 06.05.1950    | 5      | 17 | MGM 10 669              | |
| Georgia Gibbs with Max Kaminsky's Dixielanders                                                                                           | If I Knew You Were Comin’ I’d’ve Baked a Cake Al Hoffman, Bob Merrill, Clem Watts                                            | 25.03.1950    | 6      | 21 | Coral 60 169            | |
| Arthur Godfrey with the Chordettes & Archie Bleyer & his Orchestra                                                                       | Candy and Cake Bob Merrill                                                                                                   | 18.03.1950    | 5      | 17 | Columbia 38 721         | |
| Larry Green, Vocal Refrain by the Honeydreamers                                                                                          | Bewitched (from the Musical Production "Pal Joey") Lorenz Hart, Richard Rodgers                                              | 03.06.1950    | 9      | 15 | Victor 20-3726          | |
| Ken Griffin at the Organ with Hawaiian Guitar                                                                                            | Harbor Lights Jimmy Kennedy, Hugh Williams                                                                                   | 28.10.1950    | 1      | 27 | Columbia 38 889         | |
| Lionel Hampton & his Orchestra, Vocal Chorus by the Hamptones                                                                            | Rag Mop Deacon Anderson, Johnnie Lee Wills                                                                                   | 11.02.1950    | 7      | 10 | Decca 24 855            | |
| Phil Harris & his Orchestra | Chattanoogie Shoe-Shine Boy Harry Stone, Jack Stapp                                                                          | 25.03.1950    | 2      | 26 | Victor 20-3692          | |
| Phil Harris & his Orchestra & Chorus | The Old Master Painter Beasley Smith, Haven Gillespie                                                                        | 31.12.1949    | 8      | 14 | Victor 20-3608          | |
| Phil Harris with Walter Scharf & his Orchestra                                                                                           | The Thing Charles Randolph Grean                                                                                             | 25.11.1950    | 5      | 1  | Victor 20-3968          | |
| Richard Hayes with Mitch Miller & his Orchestra                                                                                          | The Old Master Painter Beasley Smith, Haven Gillespie                                                                        | 31.12.1949    | 7      | 7  | Mercury 5342            | |
| Richard Hayes & Kitty Kallen with Jimmy Carroll & his Orchestra                                                                          | Our Lady of Fatima Gladys Gollahon                                                                                           | 09.09.1950    | 12     | 10 | Capitol 5466            | |
| Dick Haymes with Artie Shaw & his Strings & Woodwinds                                                                                    | Count Every Star Bruno Coquatrix, Sammy Gallop                                                                               | 26.08.1950    | 4      | 15 | Decca 27 042            | |
| Dick Haymes with Four Hits And A Miss & Gordon Jenkins & his Orchestra                                                                   | Roses Tim Spencer, Glenn Spencer                                                                                             | 27.05.1950    | 1      | 29 | Decca 27 008            | |
| Dick Haymes with Four Hits And A Miss & Sonny Burke & his Orchestra                                                                      | The Old Master Painter Haven Gillespie, Beasley Smith                                                                        | 31.12.1949    | 10     | 5  | Decca 24 801            | |
| Eddy Howard & his Orchestra | To Think You've Chosen Me Bennie Benjamin, George David Weiss                                                                | 23.12.1950    | 1      | 28 | Mercury 5517            | |
| The Ink Spots | Sometime Ted Fio Rito, Gus Kahn                                                                                              | 02.09.1950    | 2      | 26 | Decca 27 102            | |
| Jack Teter Trio | Johnson Rag Guy Hall, Henry Kleinkauf                                                                                        | 31.12.1949    | 11     | 6  | London 501              | |
| Gordon Jenkins & his Orchestra, Soloist Betty Brewer                                                                                     | Don't Cry, Joe (Let Her Go, Let Her Go, Let Her Go) Joe Marsala                                                              | 31.12.1949    | 5      | 8  | Decca 24 720            | |
| Gordon Jenkins & his Orchestra, Soloist Sandy Evans                                                                                      | My Foolish Heart (From Samuel Goldwyn-Production "My Foolish Heart") Victor Young, Ned Washington                            | 11.03.1950    | 23     | 3  | Decca 24 830            | Version des Stückes aus der Samuel Goldwyn-Produktion Angst vor der Schande (1949) von Mark Robson. |
| Gordon Jenkins & his Orchestra & the Weavers                                                                                             | Goodnight Irene Hudie Ledbetter, John Lomax                                                                                  | 08.07.1950    | 25     | 1  | Decca 27 077            | B-Seite von Tzena Tzena Tzena. |
| Gordon Jenkins & his Orchestra & the Weavers                                                                                             | Tzena Tzena Tzena Spencer Ross, Gordon Jenkins                                                                               | 01.07.1950    | 17     | 2  | Decca 27 077            | |
| Gordon Jenkins & his Orchestra & Chorus & Artie Shaw                                                                                     | I'm Forever Blowing Bubbles Jaan Kenbrovin, John Kellette                                                                    | 23.09.1950    | 6      | 14 | Decca 27 186            | Jaan Kenbrovin ist ein gemeinsames Synonym der Songwriter James Kendis, James Brockman and Nat Vincent. |
| Gordon Jenkins & his Orchestra & Chorus, Vocal Chorus by Bonnie Lou Williams                                                             | Bewitched Richard Rodgers, Lorenz Hart                                                                                       | 29.04.1950    | 18     | 6  | Decca 24 983            | |
| Spike Jones & his City Slickers | Rudolph The Red-Nosed Reindeer Johnny Marks, Eddie Maxwell                                                                   | 23.12.1950    | 1      | 22 | Victor 20-3934          | |
| Spike Jones & his City Slickers, Vocal Refrain by Fleddy Morgan                                                                          | Chinese Mule Train (from the Republic-Film "Singing Guns") Johnny Lange, Hy Heath, Fred Glickman                             | 29.04.1950    | 3      | 13 | Victor 20-3741          | Parodie des Stückes aus der Republic-Produktion Rauchende Pistolen (1950) von R. G. Springsteen. |
| Spike Jones & his City Slickers, Vocal Refrain by George Rock                                                                            | All I Want for Christmas (Is My Two Front Teeth) Donald Yetter Gardner                                                       | 07.01.1950    | 1      | 18 | Victor 20-3177          | „Ich war ein gewaltiger Spike-Jones-Fan“ sagte Frank Zappa in einem Interview, „und als ich sechs oder sieben war, hatte [Jones] mit All I Want for Christmas Is My Two Front Teeth einen Plattenhit, und ich habe ihm dann einen Fanbrief geschickt.“           |
| The Jubalaires with Rhythm Accompaniment                                                                                                 | The Old Piano Roll Blues Cy Coben                                                                                            | 17.06.1950    | 1      | 26 | Capitol 845             | |
| Anton Karas | "The Third Man" Theme (from "The Third Man") Anton Karas                                                                     | 18.02.1950    | 27     | 1  | London 536              | Originalversion aus der London Film-Produktion Der dritte Mann (1949) von Carol Reed nach der gleichnamigen Romanvorlage von Graham Greene. |
| Danny Kaye with the Harmonaires & Vic Schoen & his Orchestra                                                                             | I've Got a Lovely Bunch of Cocoanuts Fred Heatherton                                                                         | 14.01.1950    | 2      | 26 | Decca 24 784            | |
| Lisa Kirk & Fran Warren with Henri René & his Orchestra                                                                                  | Dearie Bob Hilliard, Dave Mann                                                                                               | 15.04.1950    | 2      | 29 | Victor 20-3696          | |
| Gene Krupa & his Chicago Jazz, Vocal Refrain by Bobby Soots                                                                              | Bonaparte's Retreat Pee Wee King                                                                                             | 19.08.1950    | 8      | 16 | Victor 20-3677          | |
| Frankie Laine with Harry Geller & his Orchestra & Carl Fischer at the Piano                                                              | Dream a Little Dream of Me Wilbur Schwandt, Fabian Andre, Gus Kahn                                                           | 30.09.1950    | 5      | 23 | Mercury 5458            | B-Seite von Music, Maestro, Please. |
| Frankie Laine with Harry Geller & his Orchestra & Carl Fischer at the Piano                                                              | Music, Maestro, Please Herb Magidson, Allie Wrubel                                                                           | 26.08.1950    | 9      | 14 | Mercury 5458            | |
| Frankie Laine with Harry Geller & his Orchestra & Carl Fischer at the Piano                                                              | Stars and Stripes Forever John Philip Sousa, Bob Russell                                                                     | 20.05.1950    | 4      | 20 | Mercury 5421            | |
| Frankie Laine with Harry Geller & his Orchestra & Carl Fischer at the Piano                                                              | The Cry of the Wild Goose Terry Gilkyson                                                                                     | 11.02.1950    | 11     | 4  | Mercury 5363            | |
| Frankie Laine with Harry Geller & his Orchestra & Carl Fischer at the Piano, Soprano: Loulie Jean Norman                                 | Swamp Girl Michael Brown | 01.04.1950    | 4      | 15 | Mercury 5390            | |
| Frankie Laine & Judd Conlon's Rhythmaires with Harry Geller & his Orchestra & Carl Fischer at the Piano                                  | That Lucky Old Sun Beasley Smith, Haven Gillespie                                                                            | 31.12.1949    | 4      | 13 | Mercury 5316            | |
| Frankie Laine & the Muleskinners | Mule Train Johnny Lange, Hy Heath, Fred Glickman                                                                             | 31.12.1949    | 6      | 1  | Mercury 5345            | |
| Snooky Lanson with Beasley Smith & his Orchestra                                                                                         | The Old Master Painter Beasley Smith, Haven Gillespie                                                                        | 07.01.1950    | 2      | 22 | London 555              | |
| Mario Lanza with the Jeff Alexander Choir & Ray Sinatra & his Orchestra                                                                  | Be My Love (From the MGM Film "Toast of New Orleans") Nicholas Brodszky, Sammy Cahn                                          | 16.12.1950    | 2      | 13 | Victor Red Seal 10-1561 | Version des Stückes aus der MGM-Produktion Der Fischer von Louisiana (1950) von Norman Taurog, in der Mario Lanza den Song gemeinsam mit Kathryn Grayson präsentiert. Nicholas Brodszky und Sammy Cahn erhielten 1951 eine Oscarnominierung für den besten Song. |
| Jerry Lester with Orchestra | Orange Colored Sky Milton DeLugg, Willie Stein                                                                               | 02.12.1950    | 1      | 30 | Coral 60 325            | |
| Guy Lombardo & his Royal Canadians, Guitar Solo by Don Rodney                                                                            | The Third Man Theme (From the Carol Reed Motion Picture Production "The Third Man") Anton Karas                              | 18.03.1950    | 27     | 2  | Decca 24 839            | Gitarrenversion von Anton Karas' Nr.1-Klassiker aus Der dritte Mann (1949) von Carol Reed. |
| Guy Lombardo & his Royal Canadians feat. Fred Kreitzer & Buddy Brennan at the Twin Pianos                                                | The Petite Waltz (La petite valse) Joe Heyne                                                                                 | 07.10.1950    | 2      | 24 | Decca 27 208            | B-Seite von Harbor Lights. |
| Guy Lombardo & his Royal Canadians, Vocal Chorus by Bill Flanagan                                                                        | All My Love Paul Durand, Mitchell Parish, Henri Contet                                                                       | 14.10.1950    | 10     | 15 | Decca 27 118            | |
| Guy Lombardo & his Royal Canadians, Vocal Chorus by Kenny Gardner                                                                        | Harbor Lights Jimmy Kennedy, Hugh Williams                                                                                   | 14.10.1950    | 11     | 2  | Decca 27 208            | |
| Guy Lombardo & his Royal Canadians, Vocal Chorus by Kenny Gardner & the Lombardo Trio                                                    | Dearie (from the "Copacabana Show of 1950") Bob Hilliard, Dave Mann                                                          | 08.04.1950    | 9      | 11 | Decca 24 899            | |
| Guy Lombardo & his Royal Canadians, Vocal Chorus by Kenny Gardner & the Lombardo Trio                                                    | Enjoy Yourself (It's Later than You Think) Carl Sigman, Herb Magidson                                                        | 21.01.1950    | 19     | 10 | Decca 24 825            | |
| Guy Lombardo & his Royal Canadians, Vocal Chorus by Kenny Gardner & the Lombardo Trio                                                    | Tennessee Waltz Redd Stewart, Pee Wee King                                                                                   | 16.12.1950    | 2      | 21 | Decca 27 336            | |
| Art Lund with LeRoy Holmes & his Orchestra                                                                                               | Mona Lisa (from Paramount Picture "Captain Carey, U.S.A.") Ray Evans, Jay Livingston                                         | 08.07.1950    | 7      | 14 | MGM 10 689              | Version des Stückes aus der Paramount-Produktion Captain Carey, U.S.A. (1950) von Mitchell Leisen. |
| The Mariners with Archie Bleyer & his Orchestra                                                                                          | Sometime Gus Kahn, Ted Fio Rito                                                                                              | 29.07.1950    | 10     | 16 | Columbia 38 781         | |
| Dean Martin with Paul Weston & his Orchestra                                                                                             | I'll Always Love You (from the Paramount Picture "My Friend Irma Goes West") Jay Livingston, Ray Evans                       | 02.09.1950    | 16     | 11 | Capitol 1028            | Originalversion aus der Paramount-Produktion Irma, das unmögliche Mädchen (1950) von Hal Walker. |
| Freddy Martin & his Orchestra, Vocal Refrain by Merv Griffin & the Ensemble                                                              | I've Got a Lovely Bunch of Coconuts Fred Heatherton                                                                          | 31.12.1949    | 8      | 10 | Victor 20-3554          | "Fred Heatherton" ist ein Pseudonym der britischen Songwriter Harold Elton Box, Desmond Cox and Lewis Ilda. |
| Freddy Martin & his Orchestra, Vocal Refrain by Merv Griffin & the Martin Men                                                            | (Put Another Nickel in) Music! Music! Music! Stephen Weiss, Bernie Baum                                                      | 18.03.1950    | 8      | 13 | Victor 20-3693          | |
| Mary Martin & Arthur Godfrey with Archie Bleyer & his Orchestra                                                                          | Go to Sleep, Go to Sleep, Go to Sleep Sammy Cahn, Fred Spielman                                                              | 25.03.1950    | 7      | 8  | Columbia 38 744         | |
| Tony Martin with Henri René & his Orchestra                                                                                              | La vie en rose Mack David, Édith Piaf, Louiguy                                                                               | 15.07.1950    | 17     | 9  | Victor 20-3819          | |
| Tony Martin with Henri René & his Orchestra                                                                                              | There's No Tomorrow Al Hoffman, Leo Corday, Leon Carr                                                                        | 31.12.1949    | 20     | 2  | Victor 20-3582          | |
| Tony Martin with Henri René & his Orchestra                                                                                              | Valencia Lucien Boyer, Jacques Charles, Clifford Grey, José Padilla Sánchez                                                  | 13.05.1950    | 6      | 18 | Victor 20-3755          | |
| Tony Martin & Fran Warren with Henri René & his Orchestra                                                                                | I Said My Pajamas (and Put on My Pray'rs) Eddie Pola, George Wyle                                                            | 28.01.1950    | 13     | 5  | Victor 20-3613          | |
| Mitch Miller & his Orchestra & Chorus | Tzena Tzena Tzena Gordon Jenkins, Spencer Ross                                                                               | 15.07.1950    | 12     | 10 | Columbia 38 885         | |
| The Mills Brothers | Daddy's Little Girl Robert Harrison Burke, Horace Gerlach                                                                    | 04.03.1950    | 15     | 9  | Decca 24 872            | |
| The Mills Brothers | Nevertheless (I'm in Love with You) (Featured in MGM Picture "Three Little Words") Bert Kalmar, Harry Ruby                   | 11.11.1950    | 7      | 11 | Decca 27 253            | Version des Stückes aus der MGM-Verfilmung Drei kleine Worte (1950) von Richard Thorpe. |
| Carmen Miranda & the Andrews Sisters with Vic Schoen & his Orchestra                                                                     | The Wedding Samba Abraham Ellstein, Allan Small, Joseph Liebowitz                                                            | 28.01.1950    | 3      | 23 | Decca 24 841            | |
| Guy Mitchell with Mitch Miller & his Orchestra & Chorus                                                                                  | My Heart Cries for You Carl Sigman, Peter Mars                                                                               | 09.12.1950    | 3      | 5  | Columbia 39 067         | Hinter dem Pseudonym Peter Mars verbirgt sich Percy Faith. |
| Guy Mitchell with Mitch Miller & his Orchestra & Chorus                                                                                  | The Roving Kind Jessie Cavanaugh, Arnold Stanton                                                                             | 16.12.1950    | 2      | 17 | Columbia 39 067         | B-Seite von My Heart Cries for You. |
| Vaughn Monroe & his Orchestra, Vocal Refrain by the Moon Maids                                                                           | Bamboo Buddy Bernier, Nat Simon                                                                                              | 28.01.1950    | 7      | 16 | Victor 20-3627          | |
| Vaughn Monroe & his Orchestra, Vocal Refrain by the Moon Men                                                                             | Mule Train (From the Republic-Film "Singing Guns") Johnny Lange, Hy Heath, Fred Glickman                                     | 31.12.1949    | 4      | 15 | Victor 20-3600          | Diese Version wurde 1950 in der Produktion Rauchende Pistolen (1950) eingesetzt und erhielt 1951 eine Oscarnominierung für den besten Song. |
| Al Morgan with Orchestra | Jealous Heart Jenny Lou Carson                                                                                               | 31.12.1949    | 4      | 23 | Universal U-148         | |
| Russ Morgan & his Orchestra | Johnson Rag Guy Hall, Henry Kleinkauf, Jack Lawrence                                                                         | 14.01.1950    | 6      | 16 | Decca 25 442            | |
| Russ Morgan & his Orchestra, Vocal Chorus by the Morganaires                                                                             | Blue Christmas Jay Johnson, Billy Hayes                                                                                      | 31.12.1950    | 2      | 11 | Decca 24 766            | |
| Russ Morgan & his Orchestra, Vocal Chorus by the Morganaires                                                                             | Sentimental Me Jim Morehead, Jimmy Cassin                                                                                    | 29.04.1950    | 15     | 10 | Decca 24 904            | |
| Patti Page with Harry Geller & his Orchestra                                                                                             | All My Love (Bolero) Paul Durand, Mitchell Parish                                                                            | 02.09.1950    | 17     | 2  | Mercury 5455            | |
| Patti Page with Jack Rael & his Orchestra                                                                                                | The Tennessee Waltz Pee Wee King, Redd Stewart                                                                               | 18.11.1950    | 6      | 2  | Mercury 5534            | |
| The Patti Page Quartet | With My Eyes Wide Open I'm Dreaming Mack Gordon, Harry Revel                                                                 | 07.01.1950    | 11     | 13 | Mercury 5334            | |
| Les Paul | Goofus William Harold, Wayne King, Gus Kahn                                                                                  | 07.10.1950    | 2      | 21 | Capitol 1192            | |
| Les Paul | Nola Felix Arndt, James Burns                                                                                                | 24.06.1950    | 17     | 9  | Capitol 1014            | |
| Édith Piaf with Robert Chauvigny & his Orchestra                                                                                         | La vie en rose (English) Louigny, Mack David                                                                                 | 21.10.1950    | 3      | 23 | Columbia 38 948         | |
| Louis Prima & Keely Smith with Orchestra & Chorus                                                                                        | Oh Babe! Louis Prima, Milton Kabak                                                                                           | 18.11.1950    | 4      | 16 | Robin Hood 101          | |
| Edmundo Ros & his Orchestra | The Wedding Samba Abraham Ellstein, Allan Small, Joseph Liebowitz                                                            | 21.01.1950    | 7      | 16 | London 499              | |
| Mervin Shiner with Instrumental Accompaniment                                                                                            | Peter Cottontail Steve Nelson, Jack Rollins                                                                                  | 25.03.1950    | 6      | 8  | Decca 46 221            | |
| Dinah Shore with Harry Zimmerman & his Orchestra & Vocal Group                                                                           | It's So Nice to Have a Man Around the House (From "It's a Small World") Jack Elliott, Harold Spina                           | 18.02.1950    | 3      | 20 | Columbia 38 689         | |
| Dinah Shore with Harry Zimmerman & his Orchestra & Vocal Group                                                                           | Dear Hearts and Gentle People Bob Hilliard, Sammy Fain                                                                       | 31.12.1949    | 12     | 7  | Columbia 38 605         | |
| Dinah Shore with Henri René & his Orchestra & Chorus                                                                                     | My Heart Cries for You Carl Sigman, Peter Mars                                                                               | 23.12.1950    | 1      | 22 | Victor 20-3978          | |
| Frank Sinatra with the Jeff Alexander Choir & Axel Stordahl & his Orchestra                                                              | Chattanoogie Shoe Shine Boy Harry Stone, Jack Stapp                                                                          | 18.03.1950    | 1      | 24 | Columbia 38 708         | |
| Frank Sinatra with Mitch Miller & his Orchestra & Chorus                                                                                 | Goodnight Irene Huddie Ledbetter, John Lomax                                                                                 | 05.08.1950    | 9      | 12 | Columbia 38 892         | |
| Frank Sinatra & the Modernaires with Axel Stordahl & his Orchestra                                                                       | The Old Master Painter Haven Gillespie, Beasley Smith                                                                        | 07.01.1950    | 6      | 21 | Columbia 38 650         | |
| Bill Snyder & his Orchestra | Bewitched ("Pal Joey") Richard Rodgers, Lorenz Hart                                                                          | 22.04.1950    | 19     | 3  | Tower 1473              | |
| Phil Spitalny & the Hour of Charm Choir                                                                                                  | Our Lady of Fatima Gladys Gollahon                                                                                           | 28.10.1950    | 5      | 23 | Victor 20-3920          | |
| Jo Stafford with Vocal Trio & Harold Mooney & his Orchestra                                                                              | Goodnight, Irene Huddie Ledbetter                                                                                            | 09.09.1950    | 1      | 26 | Capitol 1142            | |
| Jo Stafford with Paul Weston & his Orchestra, Piano: George Greeley                                                                      | No Other Love Bob Russell, Paul Weston                                                                                       | 26.08.1950    | 11     | 8  | Capitol 1053            | B-Seite von Sometime. |
| Jo Stafford with Paul Weston & his Orchestra, Piano: George Greeley                                                                      | Sometime Ted Fio Rito, Gus Kahn                                                                                              | 02.09.1950    | 3      | 27 | Capitol 1053            | |
| Jo Stafford & Gordon MacRae with Paul Weston & his Orchestra                                                                             | Bibbidi-Bobbidi-Boo (the Magic Song) (From the Walt Disney-Production "Cinderella") Mack David, Al Hoffman, Jerry Livingston | 31.12.1949    | 6      | 19 | Capitol 57-782          | Version des Stückes aus der Disney-Produktion Cinderella von Clyde Geronimi, Wilfred Jackson und Hamilton Luske. |
| Jo Stafford & Gordon MacRae with Paul Weston & his Orchestra                                                                             | Dearie Dave Mann, Bob Hilliard                                                                                               | 11.03.1950    | 11     | 12 | Capitol 858             | |
| Jo Stafford & Gordon MacRae with Paul Weston & his Orchestra                                                                             | Echoes Bennie Benjamin, George Weiss                                                                                         | 31.12.1949    | 4      | 25 | Capitol 57-782          | B-Seite von Bibbidi-Bobbidi-Boo (the Magic Song). |
| Jo Stafford & Gordon MacRae with Paul Weston & his Orchestra                                                                             | Whispering Hope Alice Hawthorne                                                                                              | 31.12.1949    | 4      | 14 | Capitol 57-690          | Der Originalsong Whispering Hope (1868) stammt aus der Feder des Schriftstellers und Songwriters Septimus Winner (1827-1902), der bevorzugt unter dem Pseudonym "Alice Hawthorne" arbeitete.                                                                     |
| Jo Stafford & the Starlighters with Paul Weston's Dixie Eight                                                                            | Simple Melody Irving Berlin                                                                                                  | 01.07.1950    | 3      | 27 | Capitol 1039            | |
| Kay Starr with Frank De Vol & his Orchestra                                                                                              | Hoop-Dee-Doo Frank Loesser, Milton DeLugg                                                                                    | 20.05.1950    | 8      | 14 | Capitol 980             | |
| Kay Starr with Frank De Vol & his Orchestra                                                                                              | Oh Babe Louis Prima, Milton Kaback                                                                                           | 25.11.1950    | 5      | 12 | Capitol 1278            | |
| Kay Starr with Lou Busch & his Orchestra                                                                                                 | Bonaparte's Retreat Pee Wee King                                                                                             | 17.06.1950    | 24     | 5  | Capitol 936             | |
| Kay Starr with Tennessee Ernie Ford & Orchestra                                                                                          | I'll Never Be Free Bennie Benjamin, George Weiss                                                                             | 26.08.1950    | 18     | 3  | Capitol 1124            | |
| Swing and Sway with Sammy Kaye, Vocal Refrain by Don Cornell                                                                             | It Isn't Fair Richard Himber, Frank Warshauer, Sylvester Sprigato                                                            | 11.02.1950    | 22     | 3  | Victor 20-3609          | |
| Swing and Sway with Sammy Kaye, Vocal Refrain by the Kaydets                                                                             | Roses Tim Spencer, Glen Spencer                                                                                              | 13.05.1950    | 9      | 13 | Victor 20-3754          | |
| Swing and Sway with Sammy Kaye, Vocal Chorus by Tony Alámo & the Kaydets                                                                 | Harbor Lights Jimmy Kennedy, Hugh Williams                                                                                   | 09.09.1950    | 16     | 1  | Columbia 38 963         | |
| Swing and Sway with Sammy Kaye, Vocal Refrain by Tony Alámo & the Kaye Choir                                                             | Wanderin Sammy Kaye | 22.04.1950    | 9      | 11 | Victor 20-3680          | |
| Dick Todd & Phil Ellis Choristers with Eddie Miller & his Orchestra                                                                      | Daddy's Little Girl Robert Harrison Burke, Horace Gerlach                                                                    | 04.02.1950    | 16     | 11 | Rainbow 80 008          | |
| Paul Weston & his Orchestra with the Norman Luboff Choir                                                                                 | Nevertheless (I'm in Love with You) Bert Kalmar, Harry Ruby                                                                  | 28.10.1950    | 9      | 9  | Columbia 38 982         | |
| Margaret Whiting & Bob Hope with the Starlighters & Billy May & his Orchestra                                                            | Blind Date Sid Robin | 24.06.1950    | 3      | 21 | Capitol 1042            | |
| Margaret Whiting & Frank De Vol with Vocal Group & Orchestra                                                                             | I Said My Pajamas (and Put On My Pray'rs) Eddie Pola, George Wyle                                                            | 18.03.1950    | 1      | 24 | Capitol 841             | |
| Margaret Whiting & Jimmy Wakely with Orchestra                                                                                           | Broken Down Merry-Go-Round Fred Stryker, Arthur Herbert                                                                      | 04.03.1950    | 1      | 26 | Capitol 800             | |
| Margaret Whiting & Jimmy Wakely with Orchestra                                                                                           | Let's Go To Church (Next Sunday Morning) Steve Allen                                                                         | 15.04.1950    | 6      | 19 | Capitol 960             | |
| Margaret Whiting & Jimmy Wakely with Orchestra                                                                                           | Slipping Around Floyd Tillman                                                                                                | 31.12.1949    | 7      | 2  | Capitol 57-40 224       | |
| Margaret Whiting & Jimmy Wakely with Vocal Group & Orchestra                                                                             | A Bushel and a Peck (From the New York Musical "Guys and Dolls") Frank Loesser                                               | 28.10.1950    | 8      | 13 | Capitol 1234            | Version des Stückes aus dem Broadway-Musical Guys and Dolls (1950). |
| Johnnie Lee Wills & his Boys | Rag Mop Deacon Anderson, Johnnie Lee Wills                                                                                   | 25.02.1950    | 3      | 10 | Bullet 696              | |
| Hugo Winterhalter & his Orchestra & Choir                                                                                                | Blue Christmas Billy Hayes, Jay W. Johnson                                                                                   | 31.12.1949    | 2      | 21 | Columbia 38 635         | |
| Hugo Winterhalter & his Orchestra with Mixed Chorus                                                                                      | Count Every Star Sammy Gallop, Bruno Coquatrix                                                                               | 13.05.1950    | 20     | 10 | Victor 20-3697          | |
| Yogi Yorgesson with the Johnny Duffy Trio                                                                                                | I Yust Go Nuts At Christmas Harry Stewart                                                                                    | 31.12.1949    | 2      | 5  | Capitol 57-781          | |
| Yogi Yorgesson with the Johnny Duffy Trio                                                                                                | Yingle Bells James Lord Pierpont, Harry Stewart                                                                              | 31.12.1949    | 2      | 7  | Capitol 57-781          | B-Seite von I Yust Go Nuts At Christmas. |
| Victor Young & his Orchestra & Chorus, Soloist: Don Cherry                                                                               | The 3rd Man Theme (From the Carol Reed Motion Picture Production "The 3rd Man") Anton Karas, Walter Lord                     | 22.07.1950    | 2      | 25 | Decca 27 048            | |
| Victor Young & his Orchestra & Chorus, Soloist: Don Cherry                                                                               | Mona Lisa (From Paramount Picture "Captain Carey, U.S.A.") Jay Livingston, Ray Evans                                         | 01.07.1950    | 15     | 10 | Decca 27 048            | B-Seite von The 3rd Man Theme. |
| Victor Young & his Singing Strings | La vie en rose Louiguy, Édith Piaf                                                                                           | 10.06.1950    | 1      | 27 | Decca 24 816            | B-Seite von The 3rd Man Theme. |